# Jacques J. Polak
Jacques Polak (25 de abril de 1914 - Bethesda (Maryland), 26 de fevereiro de 2010) foi um economista holandês. 
Concluiu em 1937 o doutorado em economia pela Universidade de Amsterdã. Naquele mesmo ano começou a trabalhar com economista da Liga das Nações
Participou da Conferência de Bretton Woods em 1944. Um dos fundadores do Fundo Monetário Internacional, destacou-se por ter desenvolvido modelos decisórios para o correto ajuste do Balanço Internacional de Pagamentos. Foi economista-chefe do órgão entre 1958 e 1979.
Em sua homenagem, o FMI realiza anualmente a Conferência Jacques Polak.